# Arrondissement Créteil
Das Arrondissement Créteil ist eine Verwaltungseinheit im französischen Département Val-de-Marne innerhalb der Region Île-de-France. Verwaltungssitz (Präfektur) ist Créteil.

## Kantone
- Alfortville
- Créteil-1
- Créteil-2
- Saint-Maur-des-Fossés-1
- Saint-Maur-des-Fossés-2 (mit 3 von 4 Gemeinden)
- Villeneuve-Saint-Georges (mit 1 von 3 Gemeinden)

## Gemeinden
Die Gemeinden des Arrondissements Créteil sind:
| 1. Alfortville (94002)       | 2. Boissy-Saint-Léger (94004)  | 3. Bonneuil-sur-Marne (94011) | 4. Chennevières-sur-Marne (94019) |
| 5. Créteil (94028)           | 6. Limeil-Brévannes (94044)    | 7. Mandres-les-Roses (94047)  | 8. Marolles-en-Brie (94048)       |
| 9. Noiseau (94053)           | 10. Ormesson-sur-Marne (94055) | 11. Périgny (94056)           | 12. Le Plessis-Trévise (94059)    |
| 13. La Queue-en-Brie (94060) | 14. Santeny (94070)            | 15. Sucy-en-Brie (94071)      | 16. Villecresnes (94075)          |

## Neuordnung der Arrondissements 2017

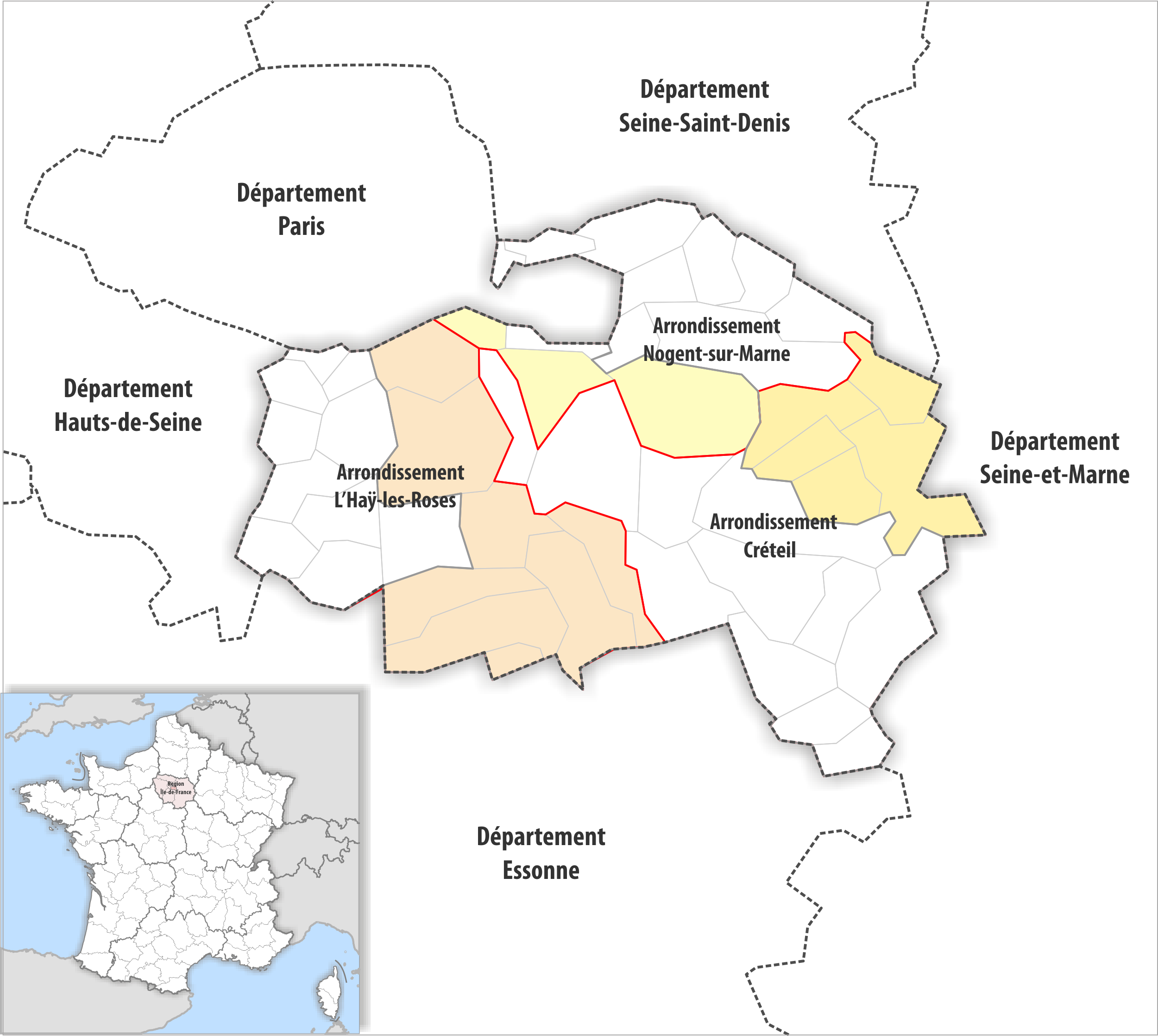
Arrondissementsanpassungen im Jahr 2017

Durch die Neuordnung der Arrondissements im Jahr 2017 wurde aus dem Arrondissement Créteil die Fläche der acht Gemeinden Ablon-sur-Seine, Choisy-le-Roi, Ivry-sur-Seine, Orly, Valenton, Villeneuve-le-Roi, Villeneuve-Saint-Georges und Vitry-sur-Seine dem Arrondissement L’Haÿ-les-Roses sowie die Fläche der drei Gemeinden Charenton-le-Pont, Maisons-Alfort und Saint-Maur-des-Fossés dem Arrondissement Nogent-sur-Marne zugewiesen.
Dafür wechselten aus dem Arrondissement Nogent-sur-Marne die Fläche der fünf Gemeinden Chennevières-sur-Marne, Le Plessis-Trévise, La Queue-en-Brie, Noiseau und Ormesson-sur-Marne zum Arrondissement Créteil.